# تولی مدونسلا
تولی مدونسلا (انگلیسی: Thuli Madonsela؛ زادهٔ ۲۸ سپتامبر ۱۹۶۲) سیاست‌مدار اهل آفریقای جنوبی است.
وی همچنین برندهٔ جوایزی همچون ۱۰۰ زن بی‌بی‌سی شده‌است.